# Xorides praecatorius
Xorides praecatorius är en stekelart som först beskrevs av Fabricius 1793.  Xorides praecatorius ingår i släktet Xorides och familjen brokparasitsteklar. Enligt den finländska rödlistan är arten nära hotad i Finland. Arten är reproducerande i Sverige. Artens livsmiljö är lundskogar.

## Underarter
Arten delas in i följande underarter:
- X. p. funebris
- X. p. rufigaster